# Yoh Asakura
Yoh Asakura (麻倉 葉?, Asakura Yō) è un personaggio immaginario e il protagonista della serie manga e anime Shaman King.

## Descrizione

### Aspetto e personalità
Yoh è un ragazzino di 13 (all'inizio del manga) - 14 anni, tranquillo, pigro, buono e gentile, deciso, dal carattere forte e amante della musica; tuttavia è uno sciamano, ossia un essere perennemente in collegamento con l'aldilà e deve adempiere ai suoi doveri verso la famiglia. Yoh è nato in un'antica e potente stirpe di onymouji, sciamani che amano la natura, di cui sanno esercitare i poteri, gli elementi, ma che hanno un lato oscuro: il protagonista infatti è attualmente l'ultimo discendente di Hao Asakura, l'antagonista principale della serie, e fratello gemello dell'ultima reincarnazione del malvagio.
A Yoh, come ammette lui stesso parlando con il fratello e antenato Hao, non piacciono granché gli umani e non ha affatto una buona opinione di questi ultimi, ritenendole creature troppo miopi e impegnate a farsi del male e a distruggere l'ambiente che li ospita anziché vivere in armonia con esso e tra loro. Crede infatti che solo chi sia fondamentalmente buono possa essere in grado di vedere gli spiriti, per cui il solo amico umano che ha è Manta. Tuttavia non riesce ad odiare con tutto se stesso gli umani, non essendo una persona rancorosa per natura.
Yoh è in grado non solo di vedere, ma anche di controllare gli spiriti; possiede agilità e prontezza di riflessi superiori rispetto a quelle di un normale essere umano. Nella seconda parte della storia migliora enormemente le proprie abilità di sciamano, divenendo molto forte. Il suo spirito custode è Amidamaru, un samurai che visse seicento anni fa, morto perché tradito dal suo re.
Nel manga Yoh, da bambino, era affiancato da Matamune (che non compare nell'anime del 2001), lo spettro appartenuto ad Hao mille anni prima. Diventa uno dei cinque Guerrieri Leggendari e in qualità di tale può contare su uno degli Spiriti Divini, lo Spirito della Terra (Spirit of Earth): ha il potere di controllare i minerali e qualsiasi tipo di legame ed è in grado di scomporsi in essi.

### Armi
Nel primo scontro con Ryu, Yoh utilizza la Sutopa, una listella di legno incisa con delle scritture sacre, solitamente posta dietro le pietre tombali.
In seguito, l'Harusame, ovvero la katana di Amidamaru, forgiata da Mosuke, il migliore amico dello spirito, e precedentemente custodita nell'archivio storico di Funbarigaoka. Combina l'effetto dell'Harusame con la Futsuno Mitama no Tsurugi, nota come Cimelio o Lama Cremisi (così viene chiamata da Yohmei) nella versione italiana dell'anime del 2001.

## Storia

### Infanzia
Nato sul monte Osore, Yoh appartiene ad una famiglia di sciamani leggendari. Suo nonno era uno di questi, e il padre prima di lui. Yohmei allena il nipote sin da quando era bambino, affinché un giorno diventi il grande Shaman King, il Re degli Sciamani, che sarà affiancato dallo Spirit King, il sovrano di tutti gli spiriti. Lui è l'Asakura scelto per prendere parte al Torneo degli Sciamani (riconosciuto con il nome di Shaman Fight nella versione americana dell'anime del 2001), che si tiene ogni 500 anni per designare il nuovo Shaman King, che ha il compito di salvare il mondo dalla distruzione. Il nonno gli ha parlato del grande evento quando aveva 4 anni (8 nella versione italiana dell'anime). Ma per il giovane Asakura era difficile essere l'unico capace di vedere gli spiriti per questo motivo gli altri bambini lo evitavano. Nel manga e nella versione originale dell'anime del 2001 lo chiamavano "il bambino del diavolo"o "figlio degli oni".
Nel 1995, la nonna di Yoh, Kino, lo promette sposo alla sua apprendista, Anna Kyoyama. Accompagnato dallo spirito Matamune, Yoh andò ad Aomori e si innamorò di Anna a prima vista. Tuttavia, la sua incontrollata capacità di leggere le menti ha portato Anna a chiudere il cuore e sviluppare un odio per l'umanità. Matamune, che una volta era stato il più grande amico di Hao, usò il suo potere per aiutare Yoh a salvare Anna; Anna iniziò di nuovo ad aprire il cuore per l'amore che aveva sviluppato per Yoh e quest'ultimo decise di diventare abbastanza forte da evocare nuovamente Matamune in forma materiale.
Si trasferì a Tokyo per partecipare al torneo degli sciamani e trovare uno spirito custode. Nella scuola incontrò il suo primo amico Manta Oyamada, un ragazzo non sciamano che può vedere gli spiriti. Ha combattuto con Ryu con l'aiuto di Amidamaru, Yoh ha usato la spada per fondersi con Amidamaru e sconfiggerlo, è stato in quel momento che ha scelto Amidamaru come spirito di accompagnamento. Tuttavia, con grande delusione di Yoh, Amidamaru ha rifiutato.
Manta trascina Yoh e gli dice che non è una buona idea a sceglierlo come spirito custode, tuttavia cerca di scoprire perché ha rifiutato.
Quando arrivano a un museo, entrambi vedono la vecchia e arrugginita spada Harusame e più tardi, di notte, trovano Mosuke piangere su di essa. Comincia a spiegare il passato della loro promessa e che entrambi hanno aspettato 600 anni. Yoh si fonde con Mosuke per creare la nuova spada per Amidamaru e gli mostra la spada appena creata. Amidamaru decide di associarsi di diventare lo spirito custode di Yoh e scelgono di usare Harusame come arma.
Silva, uno dei 10 ufficiali della tribù Pache, incontra Yoh nel cimitero e lo sfida a un test per entrare nel torneo per acquisire la sua Virtual Oracle. Yoh apprende l'Over Soul osservando l'uso di Silva dei cinque spiriti in cui manifesta lo spirito all'interno di un oggetto anziché in se stesso, così Yoh utilizza come mezzo spirituale Harusame in cui infondere Amidamaru, riuscendo a fare un taglio sull'abito di Silva e quindi ottenendo il diritto di partecipare al torneo.

### L'inizio di una grande amicizia: Yoh e Manta
Il grande evento si terrà a Tokyo, dove Yoh si trasferisce dalla città natale Izumo per prendervi parte. Qui si iscrive alla scuola privata Shinra, dove diviene compagno di classe di Manta. Incontra per la prima volta l'amico sulla Monument Hill, un cimitero, dove si raduna anche la banda dei "Senza uscita" capeggiata da Ryu. Inizialmente, Manta si spaventa vedendo Yoh parlare con gli spiriti del cimitero (anche Manta riesce a vedere i fantasmi, nonostante non sia uno sciamano), ma quando il suo nuovo compagno di classe sconfigge gli uomini di Ryu rivelando i suoi poteri di sciamano, Manta comincia a fidarsi di lui, diventando il suo inseparabile amico. Anche Ryu, che da quando è stato clamorosamente battuto da Yoh vuole vendicarsi del ragazzo, imparerà presto ad apprezzarlo e a stimarlo come suo maestro.
Nel primo episodio il giovane sciamano appare come un ragazzo misterioso. È Manta che racconta la storia; lui non sa che Yoh non è un ragazzo qualunque. Infatti, appare come un protagonista particolare: poiché al principio la vicenda viene vista dalla prospettiva di Manta, che non conosce la vera identità del nuovo enigmatico compagno di scuola, allo spettatore vengono mostrati i pensieri del futuro amico di Yoh, mentre il vero protagonista appare misterioso. Yoh rivelerà solo alla fine della puntata di essere uno sciamano. Una sera, Manta sta attraversando di corsa la Monument Hill, quando delle voci misteriose lo portano ad alzare lo sguardo verso le stelle. Il giovane viene attirato da un ragazzo misterioso che dice di chiamarsi Yoh. L'enigmatica figura lo invita a stare con lui e con i suoi amici; ma Manta rimane terrorizzato nello scoprire che gli amici di cui parla il ragazzo sono degli spiriti.
Il giorno dopo, Yoh si trasferisce nella scuola di Manta, e diventa suo compagno di classe. È il primo giorno di scuola dello sciamano. Manta dice ai suoi compagni che è lui il ragazzo che ha visto la sera prima al cimitero parlare con i fantasmi, ma loro non gli credono; così il giovane chiede conferma a Yoh davanti agli altri, ma lui nega di essere il misterioso ragazzo di cui parla. Ma questo non si arrende, e decide di pedinare Yoh: vuole scoprire la vera identità del suo nuovo enigmatico compagno di classe. La mattina dopo, a scuola, Yoh rivela davanti a tutti i suoi compagni l'esistenza degli spiriti: Manta è in difficoltà, per cercare di svelare l'identità del nuovo ragazzo lo ha aspettato la sera alla Monument Hill, ma è stato picchiato da Ryu e dai Senza Uscita che si radunano nello stesso cimitero, e ora non gli crede nessuno. Davanti alle lacrime del piccolo Manta, Yoh dice che lui gli crede, e che gli spettri esistono davvero.
All'uscita, il protagonista porta Manta alla Monument Hill per vendicarsi di Ryu e dei suoi, e gli chiede scusa per non aver detto sin dall'inizio che i fantasmi esistono e che il ragazzo misterioso che aveva visto Manta era lui. È giunta la sera, e Yoh e Manta sono al cimitero, quando giunge la banda dei Senza Uscita, che vuole picchiare i due ragazzi per aver sconfinato nel loro territorio. Manta è terrorizzato, ma Yoh gli dice di stare tranquillo, perché non sono più soli: il giovane evoca Amidamaru, un potentissimo spettro la cui tomba è stata distrutta da Ryu. Yoh rivela finalmente di essere uno sciamano, e atterra i "Senza uscita" con una facilità straordinaria. È come se si fosse trasformato: il suo aspetto è diverso, è più aggressivo, e lui non è più il ragazzo tranquillo che era prima. Ryu, furibondo, si scaglia violentemente contro il ragazzino sciamano, che blocca l'attacco del capo della banda che cade a terra. Manta rimane sbalordito, come spaventato dalle oscure abilità del suo nuovo compagno di scuola. Dopo aver sconfitto Ryu e i suoi, Yoh e Manta riparano insieme la tomba di Amidamaru. I due si fermano a guardare insieme le bellissime stelle che ci sono nel cielo: è l'inizio di una grande amicizia.

### Spirito custode
Una volta trasferitosi, Yoh spera di trovare lo spirito a cui è legato, che sarà il suo fedele custode e forte alleato nel grande torneo.
Così, il giovane sciamano chiede ad Amidamaru, lo spirito di un potente samurai vissuto 600 anni fa, di unirsi a lui, persuaso della sua immensa forza (per sconfiggere Ryu e i suoi, il protagonista aveva convocato Amidamaru, che gli ha donato il suo potere). Ma lo spirito rifiuta, sostenendo di non potersi allontanare dalla Monument Hill. Yoh vorrebbe combattere al fianco del guerriero più potente, ma Manta gli consiglia vivamente di non cercare più Amidamaru e di stare alla larga da lui, temuto e stimato assassino: si racconta che uccise 50 guardie del re senza una ragione apparente. Ma Yoh è convinto che ci sia dell'altro, credendo nella bontà dell'invincibile samurai.
Così, grazie a Mosuke, lo spirito del migliore amico di Amidamaru, riesce a sapere la vera storia: sin da piccoli, Amidamaru e Mosuke combattevano insieme per difendersi dai nemici. Entrambi avevano perso i propri genitori in guerra, così come altri bambini, e cercavano di sopravvivere. Una volta diventati grandi, il re li chiamò entrambi presso il suo regno: Amidamaru sarebbe stato il più forte guerriero, mentre Mosuke il sommo fabbro del sovrano.
Ma dopo che Mosuke forgiò per il suo re una spada potentissima, questo, temendo che il fenomenale fabbro potesse creare una spada così per altri al di fuori di lui, ordinò ad Amidamaru di uccidere il suo amico. Ma il samurai rivelò a Mosuke il volere del loro monarca e gli disse che non aveva alcuna intenzione di obbedire a questo. Così Mosuke gli promise che avrebbe creato per lui una spada talmente forte e invincibile, in modo che nessuno avrebbe potuto sconfiggerlo; i due si diedero appuntamento per il giorno dopo alla Monument Hill, dove Mosuke avrebbe dovuto consegnare ad Amidamaru la formidabile spada che, poi, avrebbe preso il nome di Spada di Luce. Ma la sera seguente, Mosuke, che voleva che la spada fosse perfetta, impiegò un'ora in più per affilarne la lama, e questo gli costò caro: i soldati del re erano già sul posto, e chiesero ad Amidamaru dove fosse il fabbro; ma il valoroso samurai non volle confessare e si difese battendosi abilmente contro di loro.
Amidamaru riuscì a sconfiggere ben 50 guardie, ma alla fine queste ebbero la meglio e gli tolsero la vita. Poco dopo, Mosuke giunse alla Monument Hill con la celebre spada da lui forgiata, ma era troppo tardi; così fu ucciso anche lui. Ora Amidamaru è ancora sulla Monument Hill, dove aspetta l'arrivo di Mosuke con la spada; ecco perché ha rifiutato la proposta di Yoh di unirsi a lui: non vuole infrangere la promessa che ha fatto al suo amico.
Ma grazie a Yoh, adesso i due spiriti possono, in qualche modo, finalmente ricongiungersi dopo 600 anni.
Infatti, Yoh si fonde con Mosuke grazie ai suoi poteri per ripristinare la Spada di Luce, ormai logorata dal tempo, che consegnerà ad Amidamaru da parte dello spirito del fabbro, permettendo al samurai di andare nel Mondo degli Spiriti, dove troverà finalmente la pace. Non è ancora arrivato il momento per Amidamaru e Mosuke di rincontrarsi; ma, intanto, l'abile samurai sceglie di rimanere sulla terra con Yoh, a cui è grato per averlo aiutato, stando al suo fianco come spirito custode.

### Un eterno rivale
Il primo sciamano che Yoh affronta è Ren Tao (Ren Tao nel manga e nella versione originale dell'anime del 2001), un ragazzino cinese, ultimo discendente della famiglia Tao. Nell'edizione giapponese della serie animata, Manta parla al giovane Asakura di questo misterioso sciamano che ha incontrato; mentre in quella italiana, Yoh riceve le minacce del cinese tramite l'amico. In entrambe le versioni, i due si incontrano per la prima volta sulla strada. Qui Ren sfida il protagonista, dandogli appuntamento alla Monument Hill. L'altro accetta la sfida, ma il ragazzo dei Tao non vuole da lui un semplice scontro, desidera uccidere il suo avversario.
Tra i due c'è una grande differenza: Yoh considera gli spiriti degli amici, come gli ha insegnato suo nonno, mentre a Ren è stato detto che mostrare rispetto per gli spettri è simbolo di debolezza, e li reputa solo degli strumenti. Per Yoh, come per Ren, questo è il primo combattimento e prima occasione per mettere in pratica gli insegnamenti che ha ricevuto sin da bambino.
Durante il combattimento, Ren si dimostra estremamente forte e spietato, e riesce quasi ad uccidere Yoh, ferendolo gravemente con la sua lancia, sotto gli occhi impressionati dell'amico Manta e dei Senza Uscita, che assistono allo scontro tra i due sciamani. Nell'anime del 2001, la lancia gli strappa la spalla della manica (l'immagine è luminosa, priva di colori, ad indicare la violenza della scena) e Yoh cade davanti a Ren. Nel manga la spalla colpita dall'arma sanguina molto, e crea una pozza rossa per terra, sotto la parte ferita.
Il ragazzo viene tratto in salvo da Ryu e la sua banda, e portato all'ospedale privo di conoscenza, dove Amidamaru, che si sente in colpa per aver deluso il suo amico, veglia su di lui. Anche Manta resta con il ragazzino, sperando che si svegli. Yoh si riprende e parla a Manta dello Shaman King e del Torneo degli Sciamani; gli racconta di quando il nonno gli ha parlato per la prima volta del torneo quando lui aveva solo otto anni, e dei suoi allenamenti sotto la guida di Yohmei. Ren si presenta fuori dall'ospedale per combattere nuovamente contro Yoh e per ucciderlo definitivamente. Il protagonista non è ancora pronto per tornare a combattere, perché mal concio a causa dello scontro precedente, ma incontra ugualmente l'avversario. Durante il combattimento, Yoh è in difficoltà, in condizioni fisiche non buone, e, sfiancato, chiede ad Amidamaru di lasciarlo e di ritornare da Mosuke, perché non vuole che Ren gli faccia del male. Ma alla fine l'amicizia che lega lui e il suo spirito custode, che vuole rimanere al fianco dello sciamano, lo fa vincere. Yoh sconfigge Ren con il massimo del potere conferitogli dal samurai, ma perde i sensi.

### L'arrivo di Anna
Yoh si risveglia. Accanto a lui ci sono Manta e Amidamaru, che non lo hanno mai lasciato. Il giovane sorride con loro, quando sente una voce. Si tratta di una ragazzina, che lui chiama Anna. Il protagonista non si aspettava di vederla: anche lei viene da Izumo, ed è appena arrivata in città. Yoh dice ai suoi amici che la conosce da molto tempo; Anna afferma, infatti, di essere sua moglie. Manta e Amidamaru rimangono sorpresi dalla dichiarazione della ragazza, troppo piccola, come il fidanzato, per essere sposata. Ma lei aggiunge che ancora non è la consorte di Yoh, ma lo sarà presto. Si dimostra subito dura, severa, e chiede, quasi impone a Manta di andare a prenderle qualcosa da bere. Il giovane Asakura esce dalla sua stanza e raggiunge l'amico, chiedendogli di parlare un po'. Seduto accanto a lui, Manta dice a Yoh che questo è troppo piccolo per pensare al matrimonio; lui gli risponde che non lo fa, contrariamente alla fidanzata. L'amico gli chiede per quale motivo lei si sia convinta che un giorno diventerà sua moglie, e il protagonista gli rivela l'inizio del suo rapporto con Anna. Gli spiega che quando erano bambini lui ha fatto arrabbiare degli spiriti malvagi, e lei li ha annientati prima che potessero distruggerlo. In cambio si è fatta promettere che l'avrebbe sposata; le ha dato la parola che appena diventato Shaman King glielo avrebbe chiesto. Dice che l'unica cosa positiva è che Anna è una medium.
Tornati nella stanza, i due trovano la ragazza che tiene Amidamaru legato con la sua collana di perle: voleva solo dare una lezione di buone maniere al suo ragazzo e all'altro per averla fatta aspettare. Quando la medium libera lo spirito, questo ritorna da Yoh. Anna dice al protagonista che lui deve aumentare la sua potenza; lo avverte della sua premonizione: il mondo è sull'orlo della distruzione, ed è per questo che tutti chiedono aiuto a Shaman King, affinché possa evitare che si compia la catastrofe. La giovane aggiunge che il Torneo degli Sciamani sarà molto duro, e riunirà i guerrieri più potenti. Lei allenerà il fidanzato: quando lui diventerà Shaman King, Anna sarà al suo fianco come la Regina degli Sciamani, e non vuole assolutamente che il ragazzo fallisca. La medium va a vivere con Yoh, e lo sottopone ad allenamenti durissimi per aiutarlo a potenziare le sue doti in occasione del grande torneo. Ma, come dice al ragazzino, lo fa per rendere perfetta l'unione di lui con il suo spirito. Presto lo sciamano si rende conto dell'utilità dei metodi della fidanzata. Dietro la sua aggressività, Anna vuole molto bene a Yoh e non permetterebbe a nessuno di fargli del male.
La famiglia di Ren continua ad ostacolare il protagonista per ordine di Tao En, il malvagio zio di Ren, che vuole facilitare l'ascesa del nipote al potere di Shaman King.

### Un nuovo amico
Yoh conosce Horo Horo, un ragazzino sciamano proveniente dal nord, che vuole diventare il Re degli Sciamani per salvare i Minuziani, piccole creature che vivono sotto le foglie di ninfea, a rischio di estinzione. Lo vede per la prima volta quando, una sera, sta rientrando in casa insieme all'amico Manta. Trova questo ragazzino privo di sensi vicino all'abitazione. Il giovane Asakura riesce a farlo riprendere, e lo accoglie in casa. Lo sconosciuto si presenta a Yoh, Manta e Ryu, seduti insieme a lui intorno al tavolino: il suo nome è Horo Horo, e viene dal nord. Spiega ai ragazzi che è stato inviato a Tokyo per compiere una missione. Giunto in città ha cominciato a vendere dell'artigianato, che però è sparito.
Il protagonista lo invita a restare da lui per un po' di tempo. Horo Horo è grato al giovane, ma, improvvisamente, giunge Anna, che rimprovera il fidanzato per aver ospitato uno sconosciuto in casa. Lui dice che non può lasciare il nuovo amico. La ragazza accetta di far restare Horo Horo, ma, in cambio, questo dovrà fare tutto ciò che lei gli dirà. Il giovane proveniente dal nord si innamora anche della medium, ma non solo viene duramente respinto, ma si rende anche conto che lei è legata a Yoh. Il giorno dopo, il protagonista aiuta il suo nuovo amico a cercare la mercanzia scomparsa. Horo Horo rivela ad Asakura e a Manta di essere venuto a Tokyo per salvare il popolo dei Minuziani, evitando la loro estinzione, ma non dice ai ragazzi che è uno sciamano. A cena, Yoh, Manta, Anna e Ryu sono seduti intorno al tavolino, mentre Horo Horo lava i piatti. Ryu chiede alla fidanzata del protagonista il motivo per cui è così severa con il ragazzino del nord, e lei risponde di aver capito che Horo Horo è uno sciamano: crede che possa essere venuto a Tokyo per prendere parte al torneo, oppure per impedire al giovane Asakura di vincere. Yoh rivela che anche lui si è accorto dell'identità di Horo Horo, ma, al contrario di Anna, pensa che l'amico sia un bravo ragazzo. Ryu avvisa il protagonista e la medium che il ragazzo del nord è sparito. Amidamaru avverte il luogo in cui si trova Horo Horo, e Yoh, insieme agli altri, lo segue.
Lo raggiunge, e lo vede con gli Spiriti Cacciatori, degli zombie inviati da Tao En per distruggere Asakura. Ryu crede di capire che Anna aveva ragione, e che Horo Horo è un nemico. Cerca di attaccarlo, ma viene colpito da uno degli Spiriti Cacciatori. Però viene protetto dal nuovo ragazzo, che dice anche che gli zombies pagheranno l'affronto che hanno fatto loro. Anna consiglia a Yoh di aiutare Horo Horo; il protagonista si unisce ad Amidamaru ed entra in azione, sferrando un attacco agli avversari. Il giovane proveniente dal nord capisce con sorpresa che anche Asakura è uno sciamano. Insieme, Yoh e il suo nuovo amico combattono contro gli Spiriti Cacciatori, e li sconfiggono con una forza ammirata da Ryu. Horo Horo rivela al protagonista e agli altri che ha inseguito quei malvagi per spingerli a confessare dove avessero messo la sua mercanzia: credeva che fossero loro i ladri. Gli aveva visti, dopo la scomparsa dell'artigianato, dirigersi verso la casa di Yoh, e gli erano sembrati sospetti. Perciò è restato per giorni vicino all'abitazione di Asakura, dove Yoh e Manta lo hanno trovato privo di sensi. Ma gli amici gli fanno capire che gli Spiriti Cacciatori vogliono eliminare il protagonista, ecco perché si sono diretti verso la casa di Yoh. Grazie ad Anna i ragazzi riescono a trovare la mercanzia perduta: era stata sequestrata dalla polizia, dato che intralciava il passaggio dei pedoni. Horo Horo va via, dando al giovane Asakura appuntamento per il torneo. Ma quando tornano a casa, il protagonista e gli altri trovano il nuovo amico: si fermerà da Yoh e Anna per un po' di tempo.

### Lo spettro lucertola
Yoh affronta Tokageroh, lo spettro di una lucertola ritornato per vendicarsi di Amidamaru: era un ladro, capo di un gruppo di banditi; ma quando stava per fare il colpo più grande della storia, è stato sconfitto dal samurai. Per compiere la sua vendetta, la lucertola si impossessa di Ryu, e prende ostaggio Manta. Yoh deve combattere contro Ryu, entrato in possesso della Spada di Luce, l'ultima forgiata da Mosuke, rubata dal museo in cui era custodita; ma per lui non è facile: distruggere l'arma significherebbe cancellare l'ultimo ricordo del migliore amico di Amidamaru. Ma per fermare l'infame Tokageroh, il ragazzo è costretto a spezzare la potente spada. La lucertola, però, minaccia Yoh e il suo spirito custode di fare del male a Ryu; ma in loro aiuto intervengono i ragazzi della banda dei Senza Uscita, che cercano di far riprendere il loro capo, e liberano Manta. Proprio quando Tokageroh sta per recuperare ciò che resta della Spada di Luce per attaccare, Ryu si oppone a lui, e tenta di riconquistare la padronanza del suo corpo. Ma, quando lo spettro malvagio è in difficoltà, Yoh sente che Tokageroh, nel profondo del suo cuore, non è così malvagio come vorrebbe far credere. Così, lo sciamano vuole aiutare il nemico, e gli permette di impossessarsi di lui. Impadronitosi del suo corpo, il ladro vuole uccidere il giovane, con la disperazione di Anna e di Manta. Ma lo spirito si ferma, e toglie il pugnale che Yoh aveva avvicinato alla sua gola, sotto l'influsso del malvagio, lasciando libero il ragazzo. Grazie al protagonista, Tokageroh cambia la sua vita, e scopre la bontà che era racchiusa nel suo cuore.
Dopo lo scontro con lo spettro lucertola, Yoh collauda per la prima volta la Spada Spirito, più potente dell'originale Spada di Luce, riaggiustata da Mosuke, dal cui spirito è posseduta, in parte, la nuova arma.

### La Stella del Destino
Finalmente, sfreccia nel cielo la Stella del Destino, che annuncia l'inizio del grande torneo. Ogni sciamano, per poter prendere parte all'evento, deve affrontare una prova, che consiste nel combattere contro un officiante del torneo e riuscire a colpirlo una sola volta entro dieci minuti. Yoh si scontra con Silva, uno sciamano che può contare sull'aiuto di più spiriti custodi, e che ha uno stile di combattimento diverso. Il protagonista ha difficoltà nel colpire il suo avversario, ma Silva gli consiglia che per poter riuscire a batterlo deve sfruttare l'energia del furyoku. Guardando il modo di lottare dell'officiante, Yoh capisce cosa gli vuole dire Silva, e incanala la forma spirito di Amidamaru nella sua spada, imparando, così, a controllare il furyoku (il controllo dello spirito), e salendo ad un livello più alto. Yoh riesce a sconfiggere Silva e ad entrare ufficialmente nel torneo; l'officiante gli consegna la Campanella dell'Oracolo, un particolare oggetto con cui lo sciamano verrà informato sui combattimenti che dovrà svolgere. Dopo quest'incontro, Silva rimane colpito dalla personalità del ragazzo e continua a seguirlo in qualità non solo di officiante, ma anche di amico che lo ammira e lo stima.

### Inizia il torneo: Yoh vs Horo Horo
Per Yoh, il primo combattimento del torneo è quello contro l'amico Horo Horo. Prima della sfida, tra i due c'è un po' di tensione. Yoh conosce Pilika, la sorella minore di Horo Horo. Il protagonista le dice che è carina, e la ragazzina apprezza il complimento. Ma quando scopre che Yoh dovrà combattere con suo fratello nel prossimo incontro del torneo cambia atteggiamento: non vuole che Horo Horo alloggi con il suo avversario, perché ciò potrebbe influenzare negativamente su di lui. Pilika ringrazia Yoh e Anna per aver ospitato il fratello a casa loro, ma afferma al giovane Asakura che, anche se lui le ha detto che è carina, non deve aspettarsi che avranno particolari riguardi nei suoi confronti. Lo scontro comincia a tarda notte, e alla fine, nonostante Horo Horo scateni tutto il suo furyoku, Yoh vince il combattimento, aggiudicandosi la vittoria nel primo incontro del Torneo degli Sciamani. Dopo il match, i due amici tornano a ridere e a scherzare tra loro.

### Yoh vs Faust VIII
Il prossimo incontro del torneo vede Yoh avversario di Faust VIII. La battaglia si svolge in un cimitero, luogo che agevola le capacità di Faust: lui è un necromante, un essere capace di risvegliare i defunti dal silenzio eterno. Lo scontro è molto difficile per Yoh. Il ragazzo viene attirato in una trappola dal malvagio e pericoloso stregone del cimitero, che prende in ostaggio Manta: Faust vuole fare del male all'amico di Yoh e cedere la sua vita ad Eliza, che non è soltanto il suo spirito custode, ma, in vita, era la sua amata, uccisa da un ladro. Yoh è furioso, e in preda alla rabbia esaurisce tutto il suo furyoku contro gli scheletri di Faust, prima che questo convochi il suo vero spirito custode, Eliza. Yoh, accecato dall'ira, viene stremato e mal ridotto da Faust. Il protagonista viene duramente sconfitto dal necromante che, dopo averlo atterrito, non si ferma, e sta per uccidere Yoh, mentre Anna e Silva, che arbitrava l'incontro, cercano disperatamente di salvare il ragazzino. Yoh viene salvato da Tao Ren che, in sella al suo cavallo bianco, "spazza via" Faust con un attacco. Lo sciamano cinese dice a Yoh che non poteva permettere al malvagio di uccidere il rivale del ragazzo della famiglia Tao, perché vuole essere lui a distruggerlo nel turno successivo: Ren è il successivo avversario di Yoh.

### Il buio del tunnel
Dopo l'amara sconfitta contro Faust VIII, Yoh, finito all'ospedale per il duro scontro, si allontana da Manta, dicendo all'amico di aver perso per colpa sua, e che continuare a frequentarsi significherebbe compromettere l'esito del torneo. Manta è sconvolto dalle parole dello sciamano, e scappa via in lacrime. Yoh piange per essersi separato dal suo migliore amico, con le parole di conforto di Amidamaru, ma vuole smettere di vederlo per il bene di Manta, affinché non si trovi più in pericolo stando al suo fianco. Il ragazzo torna a casa dal nonno Yohmei, ad Izumo, per migliorare le sue abilità dopo la sconfitta contro il necromante, in occasione del suo prossimo combattimento contro Tao Ren. Il nonno gli dice che per migliorare e trovare il potere che cerca, deve addentrarsi nel Tunnel di Tartarus, ma lo avverte degli enormi pericoli che comporta: il Tunnel di Tartarus è il confine tra il mondo dei viventi e quello degli spiriti, è il buio assoluto, non ci sono né luci né rumori, priva di tutti i sensi, solo pochissimi sciamani riescono a sopravvivere. Yoh sceglie di affrontare l'oscuro tunnel, dove dovrà resistere per sette giorni.
Il giovane viene accompagnato all'ingresso del tunnel da Amidamaru e dal nonno. Prima di lasciare andare il nipote, Yohmei gli dice che appena entrerà nel Tunnel di Tartarus verrà inghiottito nel mondo occulto. Per riuscire a sopravvivere dovrà fare ricorso al sesto senso degli sciamani, privo di tutti gli altri normali sensi; se ci riuscirà troverà la conoscenza che cerca. Yoh si addentra nel terrificante tunnel, lasciando il suo spirito custode e il nonno nella speranza di poterlo rivedere. Dopo sette giorni di ansia e di preoccupazioni per Amidamaru, Anna, Manta, Tamao e Yohmei, Yoh esce dal tunnel, con grande gioia dei suoi amici, ed è più potente di prima: può incanalare lo spettro di Amidamaru nella spada, vederlo e parlare con la forma spirito del suo custode. Ha raggiunto il terzo livello del potenziale di uno sciamano. Il ragazzino rivede Manta. Il suo amico è venuto ad Izumo insieme a Ryu per cercare di chiarirsi con lui, ma non lo ha trovato. Yohmei ha detto a Manta che Yoh stava rischiando la sua vita, e il suo amico lo ha aspettato, speranzoso di vederlo uscire dal terribile Tunnel di Tartarus. Finalmente i due possono chiarirsi, e ritornano ad essere i grandi amici di sempre.

### Yoh contro Ren
Arriva il momento tanto atteso dello scontro tra Yoh e Ren. Entrambi non possono perdere: sia Yoh che Ren hanno vinto un incontro e perso un altro, e devono vincere il terzo match se non vogliono abbandonare il Torneo degli Sciamani. All'inizio del combattimento il protagonista nota che anche il suo avversario ha imparato la tecnica del controllo dello spirito. Ren è molto forte, e ha tantissimo furyoku. Lo sciamano cinese ingrandisce il suo spettro, e colpisce Yoh con violenti attacchi. In un primo momento, il personaggio principale è in svantaggio, ma con la sua calma e lucidità riesce a mettere in difficoltà il suo avversario. Ren è accecato dalla rabbia, e sa che non può permettersi di perdere: suo zio gli ha insegnato a vivere secondo la regola "distruggi o verrai distrutto". Yoh vuole aiutare lo sciamano cinese a liberarsi della sua ira, e lo incita a calmarsi, ma Ren non accetta i suoi consigli. Il giovane Asakura racconta al suo avversario la sua esperienza nel Tunnel di Tartarus: era avvolto da un buio soffocante, privo di rumori, ma è riuscito a sopravvivere perché è rimasto calmo e si è affidato al suo animo. Yoh e Ren sferrano il loro attacco finale.
Lo sciamano di origine cinese esaurisce il suo furyoku, e si libera per la prima volta dalla rabbia, provando una piacevole sensazione. Ren crede di aver perso, ma Yoh gli dice che anche lui ha esaurito il suo controllo dello spirito. Dopo un buffo litigio tra i due combattenti, interviene Silva, l'officiante che ha assistito alla battaglia, e informa gli sciamani che entrambi hanno passato il turno, nonostante il loro pareggio. Yoh invita Ren a casa sua, dove, insieme ad Horo Horo e gli altri, festeggiano per l'esito dello scontro. Grazie a Yoh, Ren conosce per la prima volta dei ragazzi che diventano suoi amici. Nella notte, il protagonista parla con il ragazzino cinese, che si accinge ad allontanarsi, nonostante Yoh lo inviti a restare. Asakura sente che Ren Tao è in pericolo: arriva Bason, lo spirito custode di Ren, a chiedere al protagonista di aiutare il suo sciamano.

### Si parte per la Cina
Bason dice a Yoh che Ren, appena è tornato a casa, si è scontrato con suo zio per eliminarlo e diventare, così, finalmente libero. Ma Tao En era troppo forte, e ha sconfitto violentemente il nipote. Ren è stato imprigionato dallo zio nelle segrete della dimora di En, e Bason chiede aiuto al protagonista per liberare il suo sciamano. La stessa notte, Yoh, Amidamaru, Horo Horo e Manta vanno a salvare il loro nuovo amico insieme a Bason. Correndo per la Monument Hill si accorgono che stranamente non c'è alcuno spirito nel cimitero. Davanti a loro compaiono i fratelli Zen, che con la loro musica hanno mandato gli spettri nell'Al Di Là. Vogliono eliminare Yoh, e sono stati inviati da un misterioso ragazzo di nome Hao. Anche Amidamaru e Bason rimangono vittime della musica dei due fratelli. Yoh viene separato dal suo custode, e subisce lo attacco dei Chimi Chimi Moryo, spiriti cherubini mandati dai nemici. Il protagonista pensa ad Amidamaru, e con forza riesce a rialzarsi e a liberarsi dei Chimi Chimi Moryo; Yoh vuole che il suo amico torni da lui, e dice ai fratelli Zen di restituirgli il suo spirito. Gli avversari stanno per attaccare il ragazzino, ma Yoh viene salvato inaspettatamente da Ryu, che rompe gli strumenti musicali dei due fratelli che si ritirano. Così, Yoh, Horo Horo e Manta scoprono che il loro amico Ryu è diventato uno sciamano, e che il suo custode è Tokageroh, lo spettro che si era impossessato di lui. Amidamaru e Bason tornano dall'Al Di Là grazie all'intervento di Anna, e il giovane Asakura si ricongiunge al suo amico. Insieme il protagonista e gli altri, anche Ryu, ripartono per andare a salvare Tao Ren.

### Verso la fine
Yoh e gli altri giungono presso la dimora di Tao En, dove il crudele sciamano li attende per distruggerli. Entrano nell'abitazione. Il protagonista dice a Manta di restargli vicino, perché la battaglia che dovranno affrontare sarà molto pericolosa. I giovani vengono attaccati dalle Guardie Jhoto, potenti creature della famiglia Tao, composte da parti umane e di animali feroci. Gli avversari sono molto forti. Uno di loro rimane a guardare lo scontro. Horo Horo e Ryu vengono colpiti da un violento attacco; Yoh corre ad aiutarli, ma lo sciamano del Nord lo ferma e gli dice di andare a liberare Ren, mentre lui e Ryu si occuperanno delle Guardie Jhoto. Il protagonista sembra esitante, ma decide di andare a salvare il ragazzino Tao, e porta Manta con sé, mentre quella misteriosa figura che non scende ancora a combattere lo lascia andare. I due giungono alla prigione in cui è rinchiuso Ren, ma è sorvegliata da due zombies. Yoh li sconfigge subito, e riesce a liberare il suo amico della famiglia Tao. Ren vuole affrontare suo zio e distruggerlo definitivamente, e il giovane Asakura combatterà al suo fianco. Ma nella prigione vengono attaccati da Lee Paii Long, di cui En ha preso il totale controllo.
Yoh e Ren devono affrontare il loro amico che si tramuta in un drago a causa della magia della trasformazione. Combattendo insieme, i due riescono a sconfiggere Lee e a riportarlo in sé. I ragazzi tornano da Ryu e Horo Horo, convinti che abbiano già distrutto le Guardie Jhoto. Ma, con loro spiacevole sorpresa, trovano gli amici privi di sensi, sconfitti dallo stesso avversario che era rimasto ad osservare la battaglia. Questo si rivela un nemico potentissimo che mette in difficoltà i due sciamani. È molto forte, e colpisce Yoh e Ren con attacchi violenti. I giovani cadono a terra; la formidabile Guardia Jhoto afferra il protagonista e lo lancia lontano, ma il ragazzino viene salvato da Ryu e Horo Horo che intanto si sono ripresi. Affrontano il nemico tutti insieme, ma quello è molto potente, e Yoh, Ren e gli altri non riescono a sconfiggerlo. Manta informa il giovane Asakura che la Guardia Johto è in realtà Shamon, il maestro di Lee Pailong: solo lui è in grado di usare certe tecniche. Il suo spirito è stato unito da En al corpo del Jhoto. Yoh e gli altri attaccano il loro formidabile nemico, ma l'altro schiva tutti i loro colpi. Shamon afferra il protagonista e gli dice che il ragazzino ha influenzato molto negativamente Tao Ren. Lo scaglia a terra. Yoh sta per essere distrutto dall'avversario, ma viene salvato da Lee Pailong, che sconfigge il suo maestro, liberandolo dalla prigionia di Tao En. Ren cerca di convincere Yoh e i suoi amici ad andare via: non vuole che gli venga fatto del male. Ma loro sono determinati ad aiutare il ragazzino cinese. I giovani vengono attaccati da Spiriti Cacciatori, che li conducono fino alla Sala Tangen, dove li attende il pericoloso Tao En.

### L'ultima battaglia contro i Tao
Una volta entrati nella Sala Tangen, i protagonisti si trovano faccia a faccia con il temibile zio di Ren. Con lui ingaggiano uno scontro durissimo. En vuole distruggere Asakura, responsabile del cambiamento di suo nipote, ma quando lo sta per colpire, Ren difende il suo nuovo amico. Il malvagio attacca il nipote, ribellatosi contro di lui, ma Yoh protegge Ren, fino a quando En lo colpisce violentemente, facendogli perdere i sensi. Il protagonista si riprende, e sostiene il ragazzo della famiglia Tao, che sta parlando con suo zio. En è furioso perché il nipote ha scelto di stare con Yoh e gli altri, ma il giovane Asakura e Ren sferrano un attacco insieme, e colpiscono il nemico. Yoh si accorge che En ha perso forza, e il nipote del malvagio gli spiega che suo zio è accecato dalla rabbia, e questo ne diminuisce la potenza, proprio come aveva detto il protagonista a lui durante il loro combattimento nel torneo.
Infatti En viene attaccato, e perde la sua forma gigante; finalmente si rivela nelle sue vere sembianze. Appaiono gli spiriti dei suoi antenati. Il perfido Tao racconta a Yoh, Ren e gli altri la tormentata storia della famiglia, un passato che lo ha portato all'odio. Il protagonista sorride quando il suo nuovo amico Ren dice allo zio che comunque non vuole avere alcun obbligo. En, allora, crea il grande Drago Tao e li attacca, ma finalmente viene sconfitto. Il malvagio non vuole arrendersi, ma la battaglia viene interrotta da Ching, il nonno di Ren, che consiglia ad En di smettere di combattere, per evitare che vengano distrutti sia lui che il nipote. Yoh e i suoi amici vengono invitati dall'anziano a cenare con loro. Ching spiega ai protagonisti che, a volte, i punti di vista possono essere ingannevoli: dove uno vede l'ombra, l'altro scorge la luce. La vita può insegnare a distruggere o venir distrutto. Lo zio di Ren odia gli uomini perché lo hanno tradito. Dopo il discorso significativo del nonno del ragazzo Tao, Yoh e gli altri possono iniziare a mangiare. Il giovane Asakura torna a casa insieme a Manta, Ryu e Horo Horo, e presto lo raggiungerà anche Ren.

### Lontananza
Suona la Campanella dell'Oracolo che annuncia l'inizio del secondo girone del Torneo degli Sciamani. Si terrà nel deserto occidentale, in una città chiamata Dobie Village. Per Yoh, come per Anna e Manta, è arrivato il momento di affrontare gli esami scolastici. Al termine delle lezioni, la fidanzata gli chiede di tornare a casa con lei, ma il giovane le risponde che deve vedersi con Ryu e Horo Horo. Anna va via da sola. Manta ammette di non essere esperto delle dinamiche tra ragazzo e ragazza, ma gli sembra che qualcosa tra Yoh e la fidanzata sia cambiato. Nel corridoio della scuola, l'amico del protagonista gli parla del viaggio che dovranno intraprendere, ma Asakura gli riferisce una spiacevole notizia: Manta non può andare con lui, in quanto coloro che non sono sciamani non sono ammessi a Dobie Village. I due sono in un locale insieme a Ryu e Horo Horo, che cercano di consolare l'abbattuto Manta. Yoh torna a casa.
Tamao corre dal giovane Asakura, ma Anna ferma il ragazzino per prendere le misure della nuova divisa che sta realizzando per lui. L'altra gli chiede se vuole ancora vedere il film che dovevano vedere insieme, e lui risponde che lo farà, ma le dice di aspettare che finisca con la fidanzata. Tamao si reca in un'altra stanza, dove, incerta, guarda il portafortuna che desidera regalare a Yoh. La sera, nel bagno, Anna chiede al protagonista se ci sono novità riguardo al secondo girone, e lui dice di non saperne ancora nulla. Yoh la invita ad uscire con lui. Su un lago, il ragazzo le chiede se c'è qualcosa che la preoccupa. Anna gli rivela i suoi dubbi: teme che lui parta, che si scrivano solo qualche lettera, che ad un tratto possano scoprire che la loro amicizia fa parte del passato. Yoh offre alla fidanzata, seduta su una panchina, qualcosa da bere nella serata fredda, si adagia accanto a lei e la rassicura che il loro rapporto non si spezzerà. Il giorno prima di partire, durante il tramonto, il protagonista è insieme a Manta, che dice di aver effettuato delle ricerche su Dobie Village, ma non ha trovato nulla. Il giovane Asakura intuisce che forse è un luogo nascosto, e scoprirlo è una prova del torneo. L'orologio dell'amico suona: è l'ora di andare a lezione di pianoforte. Ma entrambi pensano che Manta possa saltarle per stare con Yoh, che dovrà partire il giorno seguente.
Il protagonista dice al compagno che, per questa sera, inviterà Ren, che però rifiuta, Horo Horo e Ryu. Intanto, Tamao riferisce ad Anna che potrebbero preparare una sorpresa ad Asakura, dato che andrà via il giorno seguente. La medium pensa alla grande distanza che la separerà dal fidanzato. Giunge la sera. È tardi, e Yoh non è ancora rientrato a casa. Anna e Tamao sono sedute intorno al tavolino, dove sono molte cose che hanno preparato per fare una sorpresa al protagonista. La medium sa che il suo ragazzo vuole passare un po' di tempo con Manta, e cerca di convincersi che presto arriverà. Yoh e l'amico stanno per tornare a casa, dopo essersi lasciati con Horo Horo e Ryu. Amidamaru è preoccupato per le dure battaglie che dovranno affrontare lui e il suo sciamano nel secondo girone del torneo. Ma il protagonista lo tranquillizza dicendo che loro daranno il meglio negli scontri che li attendono, che devono rispettare gli amici, e si augura che vinca il migliore. Lo spirito custode sorride nell'ammirare l'ottimismo del ragazzino, che gli risponde di essere anche impaziente per le imminenti battaglie. Il giovane Asakura e Manta ricordano i probabili concorrenti che ci saranno nel secondo girone del torneo. Tra loro i fratelli Zen, che avevano parlato di un certo Hao. Manta dice al protagonista che svolgerà una ricerca su questo misterioso ragazzo, ed ecco che Yoh capisce come l'amico aiuterà lui e gli altri da lontano: sarà il loro ricercatore ufficiale. I due si lasciano. Il giovane Asakura torna a casa molto tardi. Sta dormendo quando Anna entra nella sua stanza e, arrabbiata per il comportamento del fidanzato che partirà domani e non ha neanche dato la buona notte a lei e Tamao, getta sul suo letto la divisa che ha realizzato. Sperando che questa gli porti fortuna, esce dalla stanza. Si ferma fuori dalla porta: lei è la persona che soffrirà di più per la lontananza di Yoh. Lui, sdraiato, svegliatosi quando Anna ha gettato sul letto il nuovo abbigliamento, è pensieroso. Il giorno dopo, arriva il momento della partenza.
Nel manga, prima che Yoh parta, Anna gli chiede se possa dormire con lui, e il giovane Asakura acconsente. I due trascorrono la notte insieme.
Dalla loro relazione nascerà Hana Asakura, il protagonista di Il poema di Funbari e Shaman King Flowers. Nacque da Anna a soli 16 anni. Somiglia molto, specialmente da bambino, al padre, ricordando in particolar modo il suo aspetto da adolescente. Il suo nome è nato dalle iniziali dei genitori: «ha» è un'altra pronuncia del kanji di «Yoh» (葉?); «na» sta per Anna (アンナ?). Hana ha 6 anni quando, in Il poema di Funbari, si mette alla ricerca dei cinque Guerrieri Leggendari, di cui fa parte Yoh, di 21-22 anni, riuscendo a conoscere il giovane padre. Nelle opere successive, il suo spirito custode è Amidamaru, ereditato da Yoh come la Futsuno Mitama no Tsurugi (Cimelio).

## Apparizioni in altri media
Insieme ad altri protagonisti delle serie di Shōnen Jump, Yoh è un personaggio giocabile nei videogiochi per Nintendo DS Jump Super Stars' e Jump Ultimate Stars.
Yoh doveva apparire originariamente nel videogioco J-Stars Victory Vs, tuttavia l'idea fu scartata nella versione finale.

## Accoglienza
Yoh è stato presentato diverse volte in svariati sondaggi Anime Grand Prix della rivista giapponese Animage, dove si è classificato come uno dei personaggi maschili più popolari del mondo anime. Al personaggio sono stati dedicati anche alcuni prodotti di merchandising come action figure, portachiavi e peluche. In un sondaggio sulla popolarità di Shaman King risalente al 2018, Yoh è stato votato come il personaggio più popolare della serie.
La critica riguardante il personaggio è stata sia positiva che negativa. Justin Freeman di Anime News Network ha classificato Yoh come una persona "alla mano". Ha criticato il fatto che "Yoh è una guida per i suoi effimeri alleati, ma in realtà finiscono per essere una guida per lui, ma a beneficio di nessuno". Eduardo Chavez di Mania Entertainment ha trovato Yoh come "un personaggio disinvolto e rilassato", e che "l'atteggiamento di Yoh di non andare oltre le proprie capacità potrebbe farlo apparire come un tipo un po' pigro" ma il recensore lo reputò "un approccio intelligente per conservare la forza mentale e fisica". Chris Beverdige dello stesso sito web commentò il personaggio affermando "è molto rilassato". Alexander Hoffman di Comics Village dichiarò "in questo primo romanzo, lascia che le relazioni tra Yoh, Amidamaru e Manta siano più importanti dello sviluppo di ogni entità spirituale". Holly Ellingwood di Active Anime ha elogiato la posizione molto più idealistica e nobile di Yoh rispetto a quella dei suoi rivali. Un recensore di The Star notò che era prevedibile il fatto che Yoh avrebbe incontrato altri sciamani e che sarebbe diventato Shaman King ma trovò divertenti le vicende che mostravano il personaggio sviluppare nuovi poteri. Durante la recensione del ventiduesimo volume del manga, Margaret Veira di Active Anime osservò la scena in cui Yoh inizia a provare rabbia al punto da affermare "puoi sentire la rabbia che emana dalla pagina! Sembra così reale!". Nel libro Summoning the Spirits: Possession and Invocation in Contemporary Religion, l'autore Andrew Dawson ha definito Yoh come lo "sciamano giapponese" in quanto non si basa su nessuna religione a differenza degli altri personaggi presenti nella serie nonostante abbia notato alcuni dei suoi atteggiamenti rivolti verso lo spirito di Amidamaru che ricordano molto il buddhismo. Dawson ha inoltre elogiato il personaggio per il suo essere paragonabile alla maggior parte dei lettori della serie. Winfrey Widjijanto di Honey's Anime ha classificato Yoh come il miglior personaggio della serie. Anthony Mazzuca di CBR ha classificato Yoh come uno dei migliori cinque sciamani della serie. Cecilia Riviere dello stesso sito ha classificato Yoh come il secondo personaggio più potente della serie.
Jessica Lazzarotti di Everyeye.it trovò che alcuni aspetti che avevano contribuito a rendere Shaman King uno dei manga più apprezzati erano l'incredibile maturità del protagonista, la cui saggezza in più occasioni confortava anche il suo spirito.